# Burroughs Corporation
Burroughs Corporation var en amerikansk tillverkare av kontorsmaskiner i Detroit, grundad 1905 under namnet Burrough's Adding machine company.
Efter köp att företaget Sperry Rand 1986 bytte företaget namn till Unisys Corporation och flyttade huvudkontoret till Blue Bell, Pennsylvania.